# Sarcococca bleddynii
Sarcococca bleddynii är en buxbomsväxtart som beskrevs av Julian Mark Hugh Shaw och V.D.Nguyen. Sarcococca bleddynii ingår i släktet Sarcococca och familjen buxbomsväxter. Inga underarter finns listade i Catalogue of Life.